# 新潟県道277号郷本桐原停車場線
新潟県道277号郷本桐原停車場線（にいがたけんどう277ごう ごうもときりはらていしゃじょうせん）は、新潟県長岡市内を通る一般県道である。

## 概要

### 路線データ
- 起点：新潟県長岡市寺泊郷本字上太（国道402号交点）
- 終点：桐原停車場（新潟県長岡市寺泊五分一字迎坂）

## 地理

### 通過する自治体
- 新潟県長岡市

### 接続する道路
- 国道402号（北陸道）（起点：長岡市寺泊郷本字上太）
- 新潟県道169号寺泊与板線（長岡市島崎 - 長岡市寺泊夏戸で重複）
- 国道116号（和島バイパス）（大武交差点）（「新潟県道169号寺泊与板線」重複区間）
- 新潟県道574号寺泊西山線（長岡市寺泊五分一（「桐原郵便局」北東） - 桐原駅入口交差点で重複）
- （終点：長岡市寺泊五分一字迎坂、「桐原駅」前）

### 周辺
- JR越後線 桐原駅
- 桐原郵便局
- 郷本海水浴場